# San Polo (metropolitana di Brescia)
San Polo (o San Polo Cimabue) è una fermata della metropolitana di Brescia nel quartiere di San Polo Cimabue.

## Storia
Nel progetto di massima presentato nel 1998, la fermata ebbe il nome provvisorio di San Polo 2, per distinguerla da quella di San Polo Parco che si chiamava San Polo 1. Entrambi gli impianti si sarebbero trovati sul tracciato in viadotto che univa Duca Abruzzi a Sanpolino. In sede di Valutazione di impatto ambientale (VIA), la fermata assunse il nome di San Polo Cimabue, dalla vicina strada dedicata al pittore. Trovandosi in un breve tratto in trincea coperta, sovrastato dalla strada stessa per evitare interferenze con la scuola media Giuseppe Tovini e la chiesa dedicata a sant'Angela Merici, l'infrastruttura fu realizzata secondo i canoni delle stazioni interrate della linea.
I lavori di costruzione furono occasione per riqualificare l'area a nord di via Cimabue: si costruì una piazza verde, posizionata sopra le banchine, concepita come nuovo spazio di aggregazione e socializzazione per il quartiere
La fermata fu inaugurata dal sindaco Adriano Paroli il 24 novembre 2012, nell'ambito di una serie di cerimonie in cui i singoli impianti della metropolitana furono mostrati al pubblico prima dell'effettivo inizio del servizio. Fu quindi aperta al servizio pubblico il 2 marzo 2013, assieme a tutta la linea.

## Strutture e impianti
L'impianto riprende le stesse strutture degli altri impianti di tipo seminterrato: le due banchine a servizio dei binari di corsa hanno accesso separato, mentre l'illuminazione delle stesse è naturale, fornita da quattro lucernari a forma piramidale. Come in tutte le stazioni della linea, sono presenti le porte di banchina che impediscono ai viaggiatori di accedere ai binari in assenza del treno.

## Servizi
La fermata dispone di:
- Biglietteria automatica

## Interscambi
A est della fermata è stata ricavata una piazzola di sosta per gli autobus delle linee urbane.
- Fermata autobus